# 物理快报
物理快报（Physics Letters）为一家物理学领域的学术性期刊，由爱思唯尔（Elsevier）出版发行。论文语言使用英语。每年出版 48 期。
物理快报现分为 2 个分刊：
- Physics Letters A: 凝聚体物理学、理论物理、非线性科学、统计物理学、数学物理与计算物理、交叉物理学、原子物理与分子物理、等离子体物理与流体物理、光学、生物物理学、纳米科学。
- Physics Letters B: 原子核物理、高能物理、宇宙物理学。